# ساشا ماتيتش
الكسندر ساشا ماتيتش (بالصربية: Александар Саша Матић)، (بالحرف اللاتيني Aleksandar "Saša" Matić) من مواليد 26 أبريل 1978)، هو مطرب صربي ذو شعبية كبيرة مغني موسيقى (البوب-الشعبي Pop-folk)، شقيقه التوأم هو الفنان «ديان ماتيتش».

## حياته المبكرة
ولد الكسندر ماتيتش وشقيقه التوأم قبل الأوان، في وضعية حرجة في الأسابيع القليلة الأولى بعد الولادة، حيث تم وضعه وأخوه في (الحاضنة Neonatal intensive care unit) بمستشفى للولادة بزغرب. ولأسباب غير معروفة، أصبح كلا الطفلين أعميان تماما بعد أيام فقط من الولادة.
انتقلت الأسرة إلى بلغراد في عام 1982، عندما بلغ كلا الأخوين أربع سنوات من العمر. وفي بلغراد تسجلا في مدرسة لتعليم الموسيقى والعزف على البيانو. وقد أنهيا تعليمها الفني في زيمون.

## الاحتراف الفني
كان ماتيتش يغني بداية في حفلات خاصة وعمومية وملاهي ليلية، وكان أول ظهور فني رسمي له في ال8 من مارس سنة 1994م. عندما اختير في حفل راتكو يوفانوفيتش في «تريزيكا» (Tržnica) ب «بانوفو» (Banovo) لأداء أغنية «زاجدي زاجدي الشمس الواضحة».
وقع ماتيتش مع شركة تسجيلات جراند التي أنتجت له أول ألبوم الذي صدر يوم 15 مارس 2001 تحت عنوان «لعنة الكمان Prokleta je violina».
بالإضافة إلى العروض في جميع أنحاء أوروبا الشرقية، شرع ماتيتش بالقيام بعدة جولات في شتى أنحاء يوغوسلافيا وفي قارات أخرى. في الولايات المتحدة، وأستراليا، وكندا.
حضر ماتيتش جنازة «فيليبور فيشوروفيتش Velibor Vučurović» الذي قتل في ال 27 مارس 2010، والبالغ من العمر 30. والدي يعتبر واحد من كتاب الأغاني المرموقين الذين كتبوا لماتيتش. والتي يعتبر موته بمثابة خسارة للفن والإنتاج الفني في مسار ساشا ماتيتش المتميز.
سجل ساشا ماتيتش ديو سنة (2010) مع المغنية "رادا مانوج لوفيتش "Rada Manojlović"، وسجل أيضا العديد من الأعمال الموسيقية مع الفنانة "سيفيرينو فوكوفيتش" ابتداءا من سنة 2014م. Severina Vučković.

## الحياة الشخصية
خلال قصف الناتو ليوغوسلافيا سنة 1999 كان «ساشا ماتيتش» يعبش في بانيا لوكا، بالبوسنة والهرسك.
تزوج ماتيتش من "Anđelija" في عام 2003، ورزقا بينتين ألكسندرا من مواليد 2004، وتارا من مواليد 2007.